# Flammkuchen

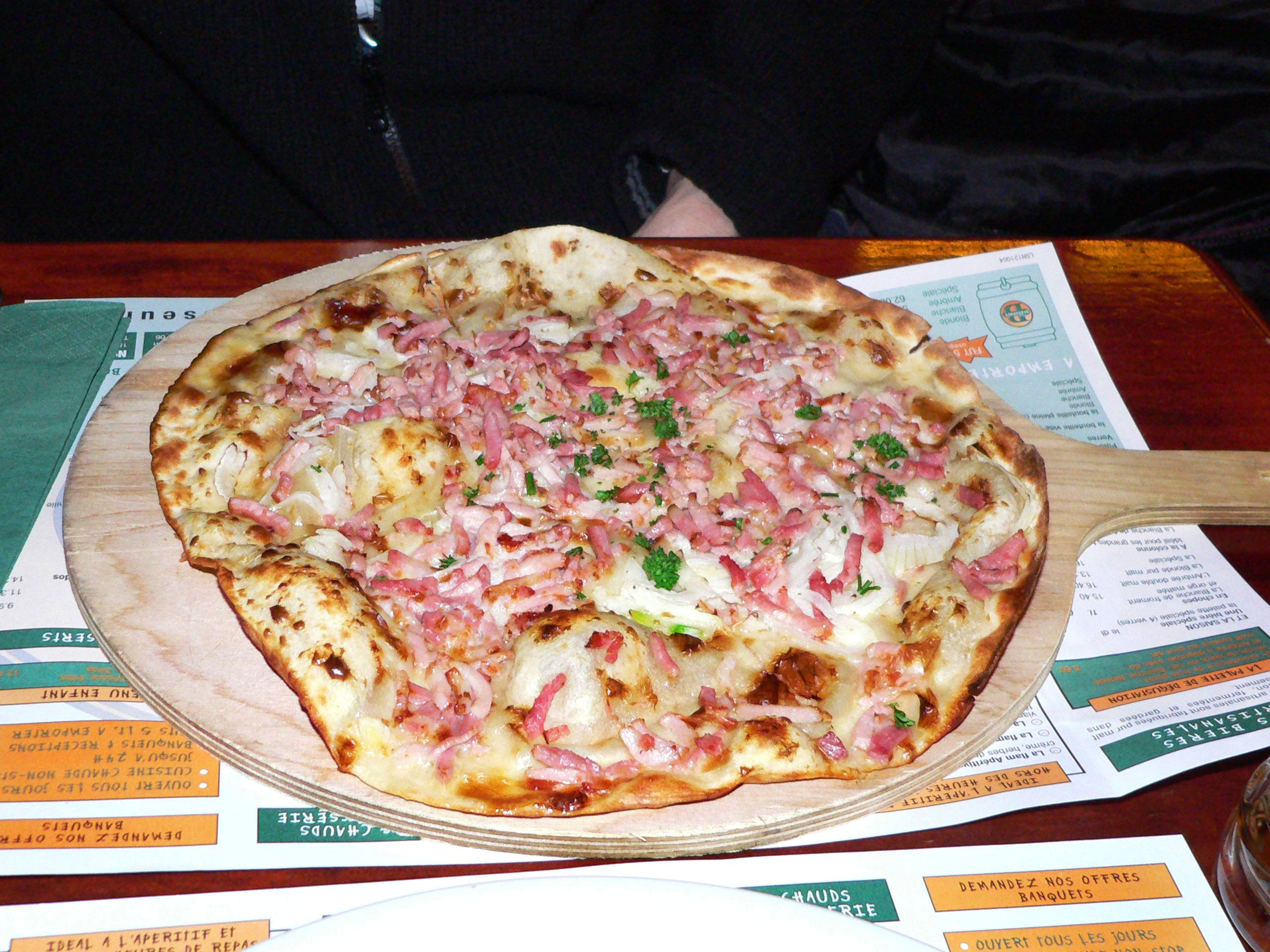
Gotowe Flammekueche

Flammekueche (alz.), Flammwaie (alz.), Flammkuche (lot.), Flammkuchen (niem.) lub tarte flambée (fr.) – tradycyjne alzackie danie w postaci upieczonego w piecu placka z ciasta chlebowego z cebulą, boczkiem ciętym w drobne słupki i śmietaną. Napotkać można też Flammekueche z różnymi dodatkami, jak tarty emmentaler, biały ser, ślimaki, czy inne, bardziej egzotyczne dodatki, ograniczone jedynie wyobraźnią kucharza. Flammekueche nie posiada szerokiej renomy innego typowo alzackiego dania jakim jest choucroute (francuski bigos), ponieważ w swoim czasie mogła być przyrządzana jedynie przez osoby posiadające kamienny piec do pieczenia chleba. Nazwa Flammekueche oznacza dosłownie „ciasto pieczone na ogniu”; jest to związane z faktem, iż podczas pieczenia w piecu, płomienie dochodziły do brzegów tarty pozłacając je.
Flammekueche to typowo wiejskie danie. Tradycja jej przyrządzania pochodzi z rodzin, które miały w zwyczaju co tydzień same piec chleb. Tarta ta spełniała dość specyficzną funkcję – przygotowując ją jednocześnie sprawdzano temperaturę pieca, który po rozpaleniu ognia był zbyt gorący, by przystąpić do delikatnej czynności, jaką było pieczenie chleba. Danie to rozwinęło się w Wintzenheim-Kochersberg w XVIII i XIX wieku, by zostać później spopularyzowane w całej Alzacji. Odmianę Flammekueche można również spotkać w sąsiednich niemieckich landach: Badenii-Wirtembergii i Nadrenii-Palatynacie.